# Connie Mack III
Cornelius Alexander McGillicuddy III, comunemente noto come Connie Mack III (Filadelfia, 29 ottobre 1940), è un ex politico statunitense, ex-senatore ed ex-membro della Camera dei Rappresentanti per lo stato della Florida.

## Biografia
Laureato all'Università della Florida nel 1966, Mack discende da una famiglia piuttosto nota ed influente negli Stati Uniti. Il nonno paterno, Connie Mack, fu proprietario e diresse per cinquant'anni i Philadelphia Athletics, venendo inserito anche nella Baseball Hall of Fame. Il nonno materno invece era Morris Sheppard, senatore democratico per lo stato del Texas dal 1913 al 1941.
L'orientamento politico di Connie tuttavia fu differente e nel 1982 l'uomo si candidò come repubblicano per un seggio alla Camera dei Rappresentanti. Mack vinse la competizione e, dopo essere stato rieletto per altri due mandati, nel 1988 cercò ed ottenne l'elezione al Senato.
Dopo dodici anni di servizio al Senato e  complessivi diciotto al Congresso, Mack decise di ritirarsi, ma continuò comunque a fare politica, collaborando ad esempio con il Presidente Bush.
Il figlio di Mack, Connie IV ha seguito la strada paterna, facendosi eleggere come deputato alla Camera dei Rappresentanti. Il giovane è inoltre sposato con Mary Bono, anch'ella deputata e vedova di Sonny Bono.
Connie Mack III è sopravvissuto ad un tumore ed è noto per essere un portavoce della lotta al cancro.